# 667294 Missen
667294 Missen è un asteroide della fascia principale. Scoperto nel 2011, presenta un'orbita caratterizzata da un semiasse maggiore pari a 2,209319 UA e da un'eccentricità di 0,124717, inclinata di 5,444309° rispetto all'eclittica.